# 马永锋
马永锋（1962年11月28日—），中国铅球运动员。他曾参加1988年夏季奥运会，还曾获得1986年亚洲运动会男子铅球金牌以及1990年亚洲运动会男子铅球银牌。

## 外部連結
- 马永锋在World Athletics（英语）
- 马永锋在Olympedia（英语）